# エイドゥル・シグルビェルンソン
エイドゥル・アロン・シグルビェルンソン（Eiður Aron Sigurbjörnsson 、1990年2月26日 - ）は、アイスランド・ヴェストマン諸島出身のプロサッカー選手。ヴァルル所属。ポジションは、ディフェンダー。2017年5月、ヴァルルと2年半契約を結んだ。

## 経歴
2015年11月、ドイツ・3. リーガのホルシュタイン・キールと2017年夏までの契約を結んだ。2017年5月、母国に帰国し、ヴァルルに移籍した。

## 代表
2019年1月11日に行われたスウェーデン代表との親善試合でサッカーアイスランド代表デビューを果たした。